# Grand Prix de Vougy
Le Grand Prix de Vougy est une course cycliste disputée tous les ans pour le lundi de Pâques à Vougy, dans le département de la Loire. Créé en 1923,, cette épreuve est organisée par le CR4C Roanne sur un circuit vallonné. Elle fait partie du calendrier national de la Fédération française de cyclisme. 

## Présentation
Le Grand Prix est divisé en deux parties distinctes. Un premier circuit de 10,5 kilomètres est parcouru à cinq reprises. Le tracé se compose ensuite d'une boucle de 11 kilomètres à 9 tours avec la montée de Parras (500 mètres à 8,2 % de pente moyenne), principale difficulté de l'épreuve. La ligne d'arrivée se situe dans une légère montée. 
En 2013 et 2018, la course figure au programme de la Coupe de France DN1. L'édition 2020 est annulée en raison du contexte sanitaire lié à la pandémie de Covid-19. Elle est également annulée en 2021 pour les mêmes raisons.

## Palmarès depuis 1944
| Année     | Vainqueur          | Deuxième                 | Troisième                |
| --------- | ------------------ | ------------------------ | ------------------------ |
| 1944      | André Boher        | Yves Pasquet             | Jean Marcoux             |
| 1945      | non organisé       | non organisé             | non organisé             |
| 1946      | Yves Pasquet       | Antoine Giraud           | André Jallet             |
| 1947      | Yves Pasquet       | Joseph Gonçalves         | Jean Marcoux             |
| 1948      | Orlando Contini    | Jean Marcoux             | Yves Pasquet             |
| 1949      | Pierre Bardel      | Armand Thévenard         | Marcel Grail             |
| 1950      | Jean Rebout        | François Gaudillot       | Élie Bathie              |
| 1951      | Gino Bordin        | Raymond Poncet           | Marcel Grail             |
| 1952      | Marcel Barriquand  | Robert Ducard            | Lino Villalta            |
| 1953      | Marcel Grail       | Jean Massard             | Jean-Marie Czaplicki     |
| 1954      | Mario Bertolo      | Robert Ducard            | Roger Chaussende         |
| 1955      | Robert Ducard      | André Bérard             | Albert Devaux            |
| 1956      | Robert Ducard      | Albert Devaux            | Georges Larue            |
| 1957      | Franco Grisoni     | Georges Dunerin          | Albert Devaux            |
| 1958      | Albert Devaux      | Charles Selic            | Robert Knepper           |
| 1959      | Joseph Ali         | Robert Burnichon         | Georges Duivon           |
| 1960      | Henri Epalle       | Yves Hélou               | Albert Devaux            |
| 1961      | Charles Convert    | Michel Gros              | Robert Gimeno            |
| 1962      | Paul Gutty         | Raymond Fayard           | Jacky Portrat            |
| 1963      | Pierre Scribante   | Roger Duinat             | Marcel Magnand           |
| 1964      | Robert Ducard      | Jean Dumont              | Jean-Claude Aillaud      |
| 1965      | Jacky Chantelouve  | Robert Ducard            | Georges Ballandras       |
| 1966      | Jacky Chantelouve  | Serge Di Giusto          | Raymond Gay              |
| 1967      | Raymond Gay        | Serge Di Giusto          | Bernard Thévenet         |
| 1968      | Charles Rigon      | Pierre Bonnefond         | Henri Guimbard           |
| 1969      | Henri Chavy        | Joël Bernard             | Guy Seyve                |
| 1970      | Joël Bernard       | Bernard Rolland          | Christian Blain          |
| 1971      | Serge Di Giusto    | Robert Jankowski         | Jacky Chantelouve        |
| 1972      | Gérard Comby       | Robert Jankowski         | Serge Di Giusto          |
| 1973      | Antoine Gutierrez  | Gérard Bertrand          | Daniel Saint-Jean        |
| 1974      | Jacques Michaud    | Henri Berthillot         | Michel Barle             |
| 1975      | Robert Ducreux     | Dino Bertolo             | Henri Chavy              |
| 1976      | François Indalecio | Yves Bottazzi            | Serge Barle              |
| 1977      | Yves Nicolas       | Rémi Perciballi          | Lucien Bailly            |
| 1978      | François Indalecio | Henri Chavy              | Rémi Perciballi          |
| 1979      | Jacques Desportes  | Rémi Perciballi          | Joël Bernard             |
| 1980      | Philippe Volozan   | Michel Braillon          | Éric Dall'Armelina       |
| 1981      | François Indalecio | Jacques Desportes        | Yves Pezzutti            |
| 1982      | Yves Pezzutti      | Rémi Perciballi          | Philippe Galvez          |
| 1983      | Rémi Perciballi    | Jean-Yves Bulliat        | Gérard Dessertenne       |
| 1984      | Gilles Guichard    | Patrick Bruet            | Dominique Celle          |
| 1985      | Franck Rigon       | Jocelyn Ducard           | François Indalecio       |
| 1986      | Alain Philibert    | Robert Alban             | Bernard Faussurier       |
| 1987      | Thierry Laurent    | Fabrice Philipot         | Denis Jusseau            |
| 1988      | Thierry Laurent    | Alain Philibert          | Lester Clarke            |
| 1989      | Christophe Manin   | Éric Pichon              | Jean-Marc Bonnard        |
| 1990      | Gilles Bernard     | Jean-Paul Garde          | Dominique Terrier        |
| 1991      | Éric Chanel        | Éric Dejeu               | Marcel Kaikinger         |
| 1992      | Bruno Thibout      | Jean-Pierre Bourgeot     | Jimmy Delbove            |
| 1993      | Jean-Marc Bonnard  | Philippe Sanlaville      | Richard Szostak          |
| 1994      | Marc Thévenin      | Jean-Jacques Henry       | David Delrieu            |
| 1995      | Olivier Perraudeau | Jacek Bodyk              | Arnaud Bassy             |
| 1996      | Hervé Arsac        | Jérôme Laveur-Pedoux     | Jacek Bodyk              |
| 1997      | Franck Ramel       | Cyril Beaulieu           | Alexandre Chouffe        |
| 1998      | Marc Thévenin      | Walter Bénéteau          | Jacek Bodyk              |
| 1999      | Thor Hushovd       | Frédéric Nolla           | Innar Mändoja (en)       |
| 2000      | José Medina        | Miika Hietanen           | Mickael Olejnik          |
| 2001      | Benoît Luminet     | Stéphane Auroux          | Marc Thévenin            |
| 2002      | Marc Thévenin      | Nicolas Reynaud          | Dimitar Dimitrov         |
| 2003      | Benoît Luminet     | Nicolas Dumont           | Andrey Pchelkin          |
| 2004      | Olivier Asmaker    | Jean Zen                 | Jussi Veikkanen          |
| 2005      | Alexandre Cabrera  | Benjamin Johnson         | Julien El Fares          |
| 2006      | Rein Taaramäe      | Tomasz Smoleń            | Jérôme Coppel            |
| 2007      | Tanel Kangert      | Loïc Herbreteau          | Nicolas Inaudi           |
| 2008      | Paweł Wachnik      | Arthur Vichot            | Nicolas Boisson          |
| 2009      | Sylvain Georges    | Jérôme Mainard           | Thibaut Pinot            |
| 2010      | Jérôme Mainard     | Nicolas Hartmann         | Anthony Soares           |
| 2011      | François Lamiraud  | Benoît Luminet           | Sébastien Fournet-Fayard |
| 2012      | Anthony Soares     | Jérémy Bescond           | Jérôme Mainard           |
| 2013      | Benoît Sinner      | David Menut              | Alexis Bodiot            |
| 2014      | Jérôme Mainard     | Guillaume Barillot       | Florian Dumourier        |
| 2015      | Sylvain Georges    | Florian Dumourier        | Guillaume Martin         |
| 2016      | Sylvain Georges    | Žydrūnas Savickas        | Alexis Dulin             |
| 2017      | Simon Buttner      | Florian Dumourier        | Laurent Évrard           |
| 2018      | Fabien Schmidt     | Simon Guglielmi          | Thibault Ferasse         |
| 2019      | Fabien Rondeau     | Sébastien Fournet-Fayard | Alexandre Delettre       |
| 2020-2021 | annulé             | annulé                   | annulé                   |
| 2022      | Thomas Devaux      | Aurélien Gilbert         | Jordan Labrosse          |
| 2023      | Rémi Capron        | Clément Carisey          | Martin Tjøtta            |
| 2024      | Markus Pajur       | Titouan Margueritat      | Quentin Bezza            |
| 2025      | Victor Jean        | David Menut              | Antoine Raugel           |